# زندگی با ترس کمتر
زندگی با ترس کمتر سومین تک‌آهنگ آلبوم ترانه اعلام خطر فرهنگ متضاد است که در اواسط سال ۲۰۰۵ منتشر شد. شعر این ترانه را تیم مک ایلریف و جو پرینسیپی نوشته‌اند.